# Resovia Rzeszów (volley-ball)
Maillots
La section volley-ball du Resovia Rzeszów, club polonais fondé en 1910 et basé à Rzeszów, voit le jour en 1937. Officiellement nommée Asseco Resovia Rzeszów pour des raisons de parrainage, elle évolue au plus haut niveau national (PlusLiga).
Elle possède à son palmarès sept titres de champion de Pologne, obtenus au début des années 1970 et très récemment (2012, 2013 et 2015), trois Coupe de Pologne et une Supercoupe de Pologne.

## Historique
Le club a été fondé en 1910.
La section volley-ball a vu le jour en 1937.

## Logo

Logo de [Quand ?] à [Quand ?].
Logo depuis 2013.

## Palmarès
- Championnat de Pologne :
  - Champion (7) : 1971, 1972, 1974, 1975, 2012, 2013, 2015
  - Vice-champion (3) : 1973, 2009, 2014
- Coupe de Pologne : 
  - Vainqueur (3) : 1975, 1983, 1987
  - Finaliste (5) : 1974, 1986, 2010, 2013, 2015
- Supercoupe de Pologne :
  - Vainqueur (1) : 2013
- Ligue des champions :
  - Deuxième (2) : 1973, 2015
- Coupe de la CEV :
  - Finaliste (1) : 2012

## Entraîneurs
- 2007-2008 :  Andrzej Kowal
- 2008-2009 :  Ljubomir Travica
- 2011-2017 :  Andrzej Kowal
- 2020- :  Alberto Giuliani

## Effectif actuel (saison 2018-2019)
| No                                          | Nom                                         | Date de naissance                           | Taille                       | Poids                        | Poste                        |
| ------------------------------------------- | ------------------------------------------- | ------------------------------------------- | ---------------------------- | ---------------------------- | ---------------------------- |
| 2                                           | Kawika Shoji                                | 11 novembre 1987                            | 190                          | 79                           | Passeur                      |
| 3                                           | Bartłomiej Lemański                         | 19 mars 1996                                | 217                          | 105                          | Central                      |
| 4                                           | Luke Perry                                  | 20 novembre 1995                            | 180                          | 75                           | Libero                       |
| 5                                           | Rafael Redwitz                              | 12 août 1980                                | 191                          | 85                           | Passeur                      |
| 7                                           | Jakub Jarosz                                | 10 février 1987                             | 197                          | 94                           | Attaquant                    |
| 8                                           | Damian Schulz                               | 26 février 1990                             | 208                          | 95                           | Attaquant                    |
| 9                                           | Thibault Rossard                            | 28 août 1993                                | 194                          | 85                           | Réceptionneur-attaquant      |
| 10                                          | Nicolas Szerszen                            | 31 décembre 1996                            | 195                          | 93                           | Réceptionneur-attaquant      |
| 13                                          | Mateusz Masłowski                           | 13 juin 1997                                | 185                          | 78                           | Libero                       |
| 14                                          | Rafał Buszek                                | 28 avril 1987                               | 196                          | 81                           | Réceptionneur-attaquant      |
| 15                                          | Mateusz Mika                                | 21 janvier 1991                             | 207                          | 86                           | Réceptionneur-attaquant      |
| 17                                          | Marcin Możdżonek                            | 9 février 1985                              | 212                          | 104                          | Central                      |
| 18                                          | Dawid Dryja                                 | 21 juillet 1992                             | 201                          | 93                           | Central                      |
| 20                                          | David Smith                                 | 15 mai 1985                                 | 202                          | 86                           | Central                      |
|                                             |                                             |                                             |                              |                              |                              |
| Encadrement technique                       | Encadrement technique                       |                                             | Légende                      | Légende                      | Légende                      |
| Entraîneur : Andrzej Kowal                  | Entraîneur : Andrzej Kowal                  | Entraîneur : Andrzej Kowal                  | : Capitaine                  | : Capitaine                  | : Capitaine                  |
| Entraîneur(s) adjoint(s) : Marcin Ogonowski | Entraîneur(s) adjoint(s) : Marcin Ogonowski | Entraîneur(s) adjoint(s) : Marcin Ogonowski | : Joueur blessé actuellement | : Joueur blessé actuellement | : Joueur blessé actuellement |